# Acacia pubirhachis
Acacia pubirhachis är en ärtväxtart som beskrevs av Leslie Pedley. Acacia pubirhachis ingår i släktet akacior, och familjen ärtväxter. Inga underarter finns listade i Catalogue of Life.